# Segundo intercalar

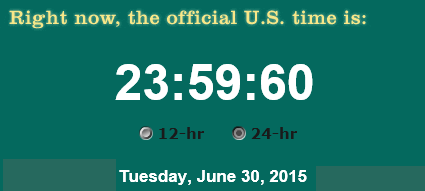
Segundo intercalar

Un segundo intercalar o segundo adicional es un ajuste de un segundo para mantener los estándares de emisión de tiempo cercanos al tiempo solar medio. Los segundos intercalares son necesarios para mantener los estándares sincronizados con los calendarios civiles, cuya base es astronómica.
La Unión Internacional de Telecomunicaciones ha propuesto añadirle una hora al reloj cada 600 años y abolir este tiempo intercalar. China y Gran Bretaña se oponen al cambio, pero Estados Unidos, Italia, Francia, Alemania, Japón y Rusia lo apoyan y, entre las alternativas, figura retroceder al reloj una hora cuando la variación haya acumulado un retraso de media hora. Según los cálculos de la Universidad de Bonn, eso ocurriría en 2600.
Los estándares para el tiempo civil están basados en el Tiempo Universal Coordinado (UTC), que se mantiene usando relojes atómicos extremadamente precisos. Para mantener el UTC cercano al tiempo solar medio, ocasionalmente se corrige mediante un ajuste de un segundo que se añade, lo que supone encontrarse con un minuto con 61 segundos. Durante largos períodos, se deben añadir estos segundos intercalares a un ritmo creciente que corresponde con una parábola cercana a 31 s/siglo² (ver ΔT). También está prevista la eliminación de un segundo, teniendo un minuto de sólo 59 segundos, pero no ha sido necesario en el pasado y basándose en las predicciones para la rotación de la Tierra tampoco lo será en el futuro.

## Razón para los segundos intercalares
Tradicionalmente, se ha definido el segundo como 1/86400 de un día solar medio. Éste viene determinado por la rotación de la Tierra sobre su eje y su órbita alrededor del Sol, ya que el tiempo era medido mediante observaciones astronómicas. La razón por la que se utilizan segundos intercalares es que actualmente se mide el tiempo con relojes atómicos estables (Tiempo Atómico Internacional, TAI o International Atomic Time), pero la rotación de la Tierra ha ido reduciendo su velocidad. Gradualmente, el día solar se ha vuelto más largo a razón de 1,7 ms cada siglo, principalmente debido a la aceleración de marea de la Luna.
En el Sistema Internacional de Unidades el segundo, que se mide por los estándares de tiempo atómico, ha sido definido de tal modo que su duración coincida con el segundo nominal de 1/86400 de un día solar medio de entre 1750 y 1890. Desde esa fecha, la duración del día solar ha ido creciendo lentamente. Por tanto, el tiempo calculado por la rotación de la Tierra ha estado acumulando un desfase con respecto a los estándares de tiempo atómico. Desde 1961 hasta 1971 el ritmo de los relojes atómicos ha sido constantemente reducido para que se mantenga sincronizado con la rotación de la Tierra (antes de 1961, el tiempo era sincronizado con el Tiempo Medio de Greenwich o GMT, determinado de modo astronómico).
Desde 1972 en adelante, los segundos emitidos han sido exactamente iguales a la longitud del segundo SI escogido en 1967 como un cierto número de vibraciones atómicas. El UTC se mide con relojes atómicos, pero se mantiene aproximadamente en sincronización con UT1 (tiempo solar medio) introduciendo un segundo intercalar cuando sea necesario. Esto ocurre cuando la diferencia UT1−UTC se aproxima a 0,9 segundos, y es programado o bien entre el 30 de junio y el 1 de julio de un año, o bien entre el 31 de diciembre del año en curso y el 1 de enero del año siguiente. El 1 de enero de 1972 se decidió que la diferencia inicial de UTC con respecto a TAI fuese de 10 segundos, que son aproximadamente la diferencia total que se había acumulado entre UT1 y TAI desde 1958, cuando TAI fue definido como igual a UT1 (GMT). La tabla de arriba muestra el número de segundos intercalares que se han añadido desde entonces.

El desfase entre UT1 y UTC es el que motiva el uso de los segundos intercalares (representados por los trazos verticales).

Hay que tener cuidado en no confundir la pequeña diferencia entre la duración del día solar medio y el día obtenido a partir del SI, con el ajuste por el segundo intercalar de aproximadamente 0,7 segundos por año. Si la rotación de la Tierra hubiese reducido su velocidad en la proporción del segundo intercalar, la duración del día solar habría sido de 22 horas hace 10 000 años. Esta línea de razonamiento errónea confunde la velocidad con la distancia recorrida en un tiempo dado, y este argumento falaz ha sido usado por muchos creacionistas para reivindicar que la Tierra sólo tiene unos pocos miles de años. El motivo correcto para los segundos intercalares es que la pequeña diferencia entre la longitud del día SI y el día solar medio (actualmente alrededor de 0,002 segundos) se añade cada día en los relojes que continuamente los cuentan. Se debe notar que el verdadero periodo rotacional varía debido a factores impredecibles tales como los movimientos tectónicos y debe ser observado en lugar de computado.
Por ejemplo, supongamos que empezamos a contar los segundos desde la época Unix (00:00:00 del 1 de enero de 1970) con un reloj atómico. A medianoche de ese día (medido en UTC), el contador registraría 0 segundos. Después de que la Tierra completase una rotación con respecto al Sol medio, el contador registraría 86400,002 segundos. Basándonos en el contador, podríamos calcular que la fecha es 00:00:00 del 2 de enero de 1970 (UT1). Después de 500 rotaciones, el contador registraría 43 200 001 segundos. Dado que 86400 × 500 son 43 200 000 segundos, calcularíamos que la fecha es 00:00:01 del 16 de mayo de 1971 basándonos en el tiempo atómico (UTC), mientras que sólo serían las 00:00:00 del 16 de mayo de 1971 en tiempo solar (UT1). Si hubiésemos añadido un segundo intercalar el 31 de diciembre de 1970 al contador, éste tendría un valor de 43 200.  para permitir que TAI y UT1 tuvieran un desfase de 0 segundos el 1 de enero de 1958.
Dado que la fuerza de marea hará descender la velocidad de la rotación de la Tierra, la cantidad de segundos SI en un día solar medio aumentará de aproximadamente 86400,002 a 86400,005 en el curso de 100 años.

## Anuncio de los segundos intercalares

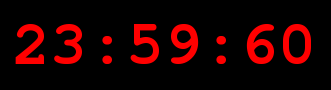
Los relojes UTC deberían marcar esta hora durante el segundo intercalar.

El anuncio de la inserción de un segundo intercalar se publica habitualmente cuando la diferencia entre UTC y UT1 se aproxima a 0,7 segundos, para evitar que la diferencia entre ambas sobrepase los ±0,9 s. Tras las 23:59:59 UTC, se contabiliza un segundo intercalar positivo en lo que serían las 23:59:60, antes de que el reloj indique las 00:00:00 del día siguiente. También es posible la necesidad de insertar un segundo intercalar negativo si la rotación de la Tierra se vuelve ligeramente más rápida; en ese caso, 00:00:00 vendrá justo a continuación de 23:59:58.
Los segundos intercalares tienen lugar, únicamente, al final de un mes UTC, y sólo se han insertado hasta ahora al final del 30 de junio o del 31 de diciembre. Al contrario que los días bisiestos, tienen lugar simultáneamente en todo el mundo. Por ejemplo, un segundo intercalar el 31 de diciembre será observado a las 0:59:59 (del día siguiente) de España. Es responsabilidad del IERS (International Earth Rotation and Reference Systems Service) medir la rotación de la Tierra y determinar cuándo es necesario un segundo intercalar. Su determinación se anuncia en el Boletín C de la IERS, normalmente publicado cada seis meses.
Históricamente, se insertaban segundos intercalares más o menos cada 18 meses. Sin embargo, la velocidad de rotación de la Tierra es impredecible a largo plazo, por lo que no es posible predecir su necesidad con más de seis meses de adelanto. Entre enero de 1972 y diciembre de 1998, el IERS dio instrucciones de insertar un segundo intercalar en 22 ocasiones. El intervalo entre el 31 de diciembre de 1998 y el 31 de diciembre de 2005, es el mayor periodo sin inserciones de segundos intercalares desde que se instauró el sistema.
Nótese que los segundos intercalares no tienen nada que ver con los años bisiestos.

## Métodos para solucionar los problemas de los segundos intercalares
La solución alternativa más obvia es usar la escala TAI para todos los propósitos operativos y convertir a UTC en texto legible por humanos. UTC siempre se puede derivar de TAI con una tabla adecuada de segundos intercalares. El organismo de estándares de la industria de video/audio de la Sociedad de Ingenieros de Cine y Televisión (SMPTE) americana seleccionó el TAI para derivar las marcas de tiempo de los medios.
La recomendación IEC/IEEE 60802 (redes sensibles al tiempo) especifica TAI para todas las operaciones. Grid Automation planea cambiar a TAI para la distribución global de eventos en redes eléctricas. Bluetooth mesh networking también usa TAI.
En lugar de insertar un segundo intercalar al final del día, los servidores de Google implementan una extensión del tiempo(leap smear), extendiendo los segundos ligeramente durante un período de 24 horas centrado en el segundo intercalar. Amazon procedió de una manera similar pero ligeramente diferente, para la introducción del segundo intercalar del 30 de junio de 2015, lo que lleva a otro caso de proliferación de escalas de tiempo. Más tarde, Amazón lanzó un servicio NTP para instancias EC2 que realiza una extensión. UTC -SLS se propuso como una versión de UTC con difuminación de salto lineal, pero nunca se convirtió en estándar.
Se ha propuesto que los clientes de medios de comunicación que usan el Protocolo de transporte en tiempo real inhiban la generación o el uso de marcas de tiempo NTP durante el segundo intercalar y el segundo anterior.
NIST ha establecido un servidor de tiempo NTP especial para entregar UT1 en lugar de UTC. Dicho servidor sería particularmente útil en caso de que se apruebe la resolución de la UIT y ya no se inserten segundos intercalares. Los observatorios astronómicos y otros usuarios que requieren UT1 podrían funcionar con UT1, aunque en muchos casos estos usuarios ya descargan UT1-UTC del IERS y aplican las correcciones en el software.

## Propuesta para redefinir UTC y abolir los segundos intercalares
El 5 de julio de 2005, el director del Centro de Orientación de la Tierra del IERS envió un aviso a los suscriptores de los Boletines C y D del IERS, solicitando comentarios a una propuesta ante el Grupo de Estudio ITU-R 7's WP7-A (la Unión Internacional de Telecomunicaciones es la responsable de la definición de UTC) para eliminar los segundos intercalares del estándar UTC antes de 2008. El Wall Street Journal apuntó que la propuesta fue considerada por un directivo de los Estados Unidos como un problema interno privado de la ITU en julio de 2005. Se esperaba que fuera contemplada en noviembre de 2005. Según la propuesta, los segundos intercalares deberían ser reemplazados técnicamente por horas intercalares en un intento por satisfacer los requerimientos legales de varias naciones miembros de la ITU-R para que el tiempo civil esté ligado astronómicamente con el Sol.
Sin embargo, muchos expertos consideran que la propuesta es defectuosa en varios aspectos:
- Se han presentado pocas justificaciones para cambiar UTC.[cita requerida]
- No se han realizado análisis serios acerca del coste del cambio (o de no hacer el cambio).
- El significado del término UTC en documentos existentes (técnicos y legales) y en software existente se volvería ambiguo. Toda referencia a UTC debería ser revisada para discernir si el propósito original era referirse al tiempo solar medio, al tiempo atómico o a la escala convencional de tiempo civil en curso en cada caso concreto.
- Todos los resultados de encuestas,[¿cuál?] preguntando sobre un cambio en UTC, indican que no se desea ningún cambio.
- Ya existe una escala estándar de tiempo, el Tiempo Atómico Internacional (TAI), para sistemas que prefieren evitar los segundos intercalares.
- El tiempo indicado por los relojes de sol dejaría de mantener una relación fijada con el tiempo civil.
  - La Ley Federal de los Estados Unidos indica que la hora legal de EE. UU. está basada en el tiempo solar medio.
  - La recomendación del Conferencia General de Pesas y Medidas (CGPM, cuerpo internacional tras el SI) a usar UTC se basa en el hecho de que la intercalación lo mantiene razonablemente cercano al tiempo solar medio.[cita requerida]
- Cuando los partidarios convocaron un coloquio internacional en 2003 se les pidió que no cambiaran UTC (ya que esto confundiría a todo el mundo sobre su significado), sino que definieran una nueva escala de tiempo cuyo propósito fuera cubrir sus necesidades. También se les dijo que las horas intercalares no eran aceptables.[cita requerida]
- El proceso de discutir las propuestas ha sido en su mayor parte envuelto en secreto durante años. Las reuniones y documentos de la Unión Internacional de Telecomunicaciones no están disponibles de modo público.[cita requerida]